# Beker van België 2009-10 (vrouwenvoetbal)
Het seizoen 2009-10 van de Beker van België in het damesvoetbal startte met de 1e ronde in het najaar van 2009 en eindigde op 16 mei 2010 met de finale in het Koning Boudewijnstadion in Brussel. 

## Wedstrijden

### Finale
|                                     |                   |         |                |                                  |
| 15 mei 2010 Finale Beker van België | Sinaai Girls      | 1 – 1   | RSC Anderlecht | Koning Boudewijnstadion, Brussel |
| 15 mei 2010 Finale Beker van België | Vanhaevermaet 77' | Verslag | 34' Segers     | Koning Boudewijnstadion, Brussel |
| 15 mei 2010 Finale Beker van België | Strafschoppen     |         |                | Koning Boudewijnstadion, Brussel |
| 15 mei 2010 Finale Beker van België | 4 – 3             |         |                | Koning Boudewijnstadion, Brussel |

| Sinaai Girls | Anderlecht |

1976/77 · 1977/78 · 1978/79 · 1979/80 · 1980/81 · 1981/82 · 1982/83 · 1983/84 · 1984/85 · 1985/86 · 1986/87 · 1987/88 · 1988/89 · 1989/90 · 1990/91 · 1991/92 · 1992/93 · 1993/94 · 1994/95 · 1995/96 · 1996/97 · 1997/98 · 1998/99 · 1999/00 · 2000/01 · 2001/02 · 2002/03 · 2003/04 · 2004/05 · 2005/06 · 2006/07 · 2007/08 · 2008/09 · 2009/10 · 2010/11 · 2011/12 · 2012/13 · 2013/14 · 2014/15 · 2015/16 · 2016/17 · 2017/18 · 2018/19 · 2019/20 · 2020/21 · 2021/22 · 2022/23 · 2023/24 · 2024/25